# Neptis strigata
Neptis strigata är en fjärilsart som beskrevs av Aurivillius 1894. Neptis strigata ingår i släktet Neptis och familjen praktfjärilar. Inga underarter finns listade i Catalogue of Life.